# St. Nikolaus von Tolentino (Schlipsheim)

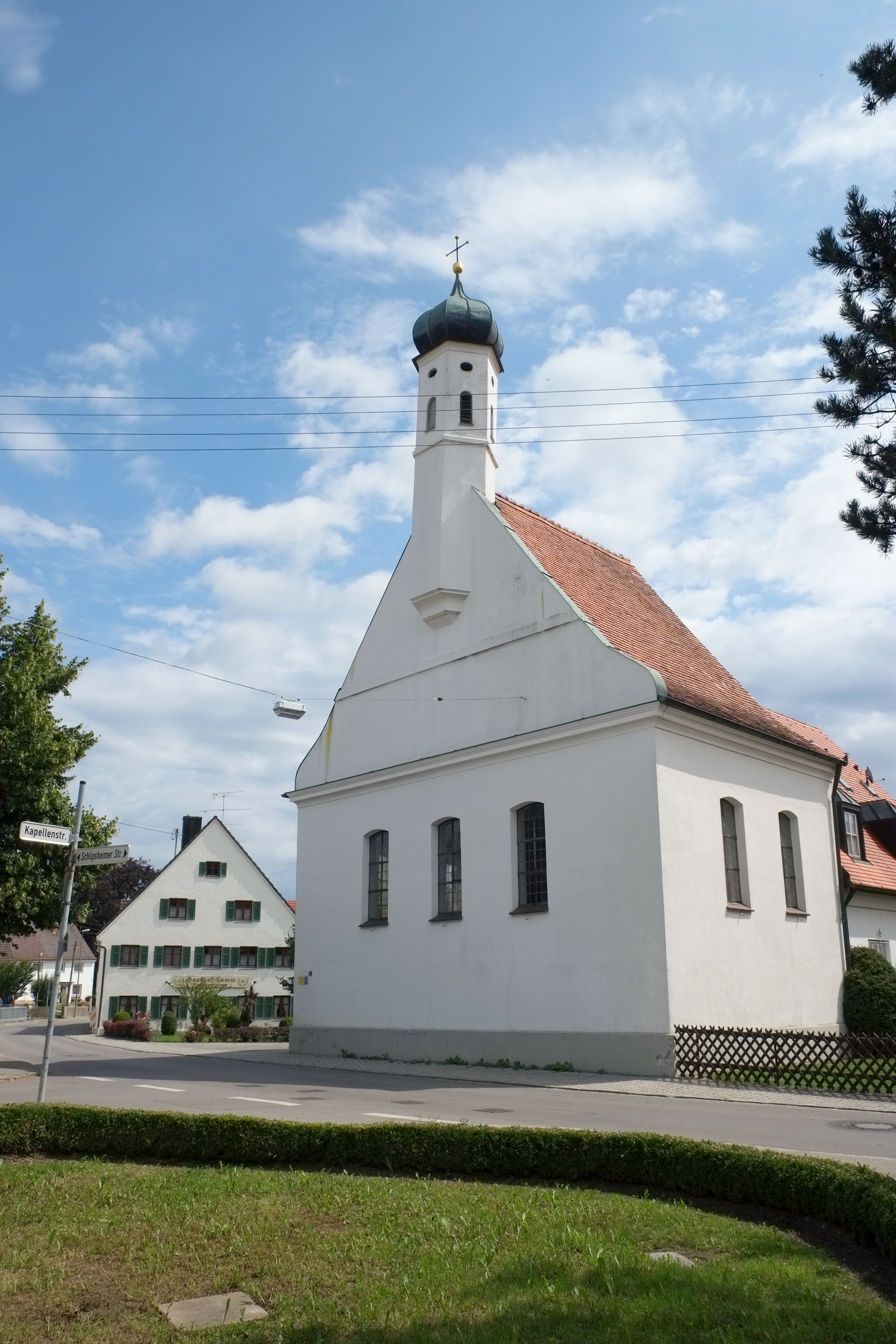
Kapelle St. Nikolaus von Tolentino in Schlipsheim

Die katholische Kapelle St. Nikolaus von Tolentino in Schlipsheim, einem Stadtteil von Neusäß im Landkreis Augsburg im bayerischen Regierungsbezirk Schwaben, wurde von 1730 bis 1793 errichtet. Die Kapelle ist ein geschütztes Baudenkmal.

## Lage
Die dem heiligen Nikolaus von Tolentino geweihte Kapelle liegt an der Schlipsheimer Straße 123.

## Geschichte
Neueren Erkenntnissen zufolge besteht eine dem heiligen Nikolaus von Tolentino geweihte Schlosskapelle seit etwa 1730. Das Schloss ist seit dem 16. Jahrhundert belegt. 1785 gelangte die Grundherrschaft an das Kloster Heilig-Kreuz. 1793 wurde die Kapelle im Auftrag der Augustinerchorherren von Heilig-Kreuz umgebaut und neu ausgestattet. Die Pläne stammen von Johann Stephan Gelb, denn an der inneren Eingangstür findet sich ein Chronogramm mit seinem Namen. Im Zuge der Säkularisation veräußerte es der Staat an eine Privatperson. 1821 wurden die Gebäude mit Ausnahme der Kapelle, die man der Gemeinde überließ, abgebrochen. Jeden Monat und jährlich am Namenstag des Kirchenpatrons wurde eine heilige Messe zelebriert. 1849 wurde der Innenraum neu gestaltet. 1921 fand eine Renovierung statt. 2019 wurde eine umfassende Sanierung in Angriff genommen.

## Architektur
Der Saalbau über rechteckigem Grundriss besitzt ausgerundete Ecken und eine Flachdecke. Der Giebel wird von einem Dachreiter mit Zwiebelhaube bekrönt.

## Ausstattung
Die Malereien und Fresken im Inneren stammen von Johann Joseph Anton Huber. Der Altar wird um 1730 datiert, über der Predella ist ein gestufter Aufbau mit Gemälden von Johannes Rottenhammer zu sehen und darüber befindet sich eine geschnitzte Kreuzigungsgruppe, die Andreas Hainz zugeschrieben wird.

## Wandbilder

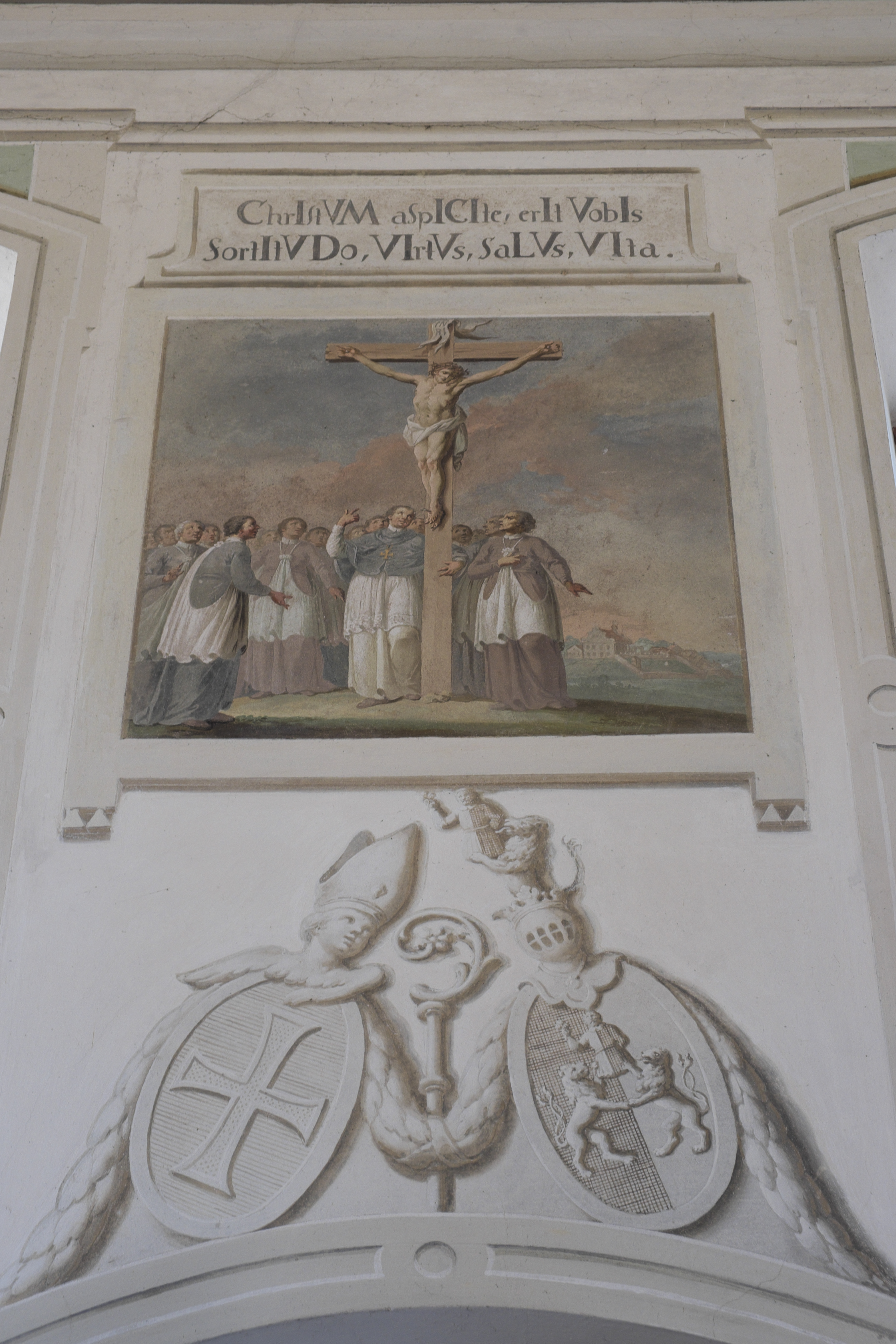
Wappen des Klosters Heilig Kreuz in Augsburg und Chronogramm über dem Eingang
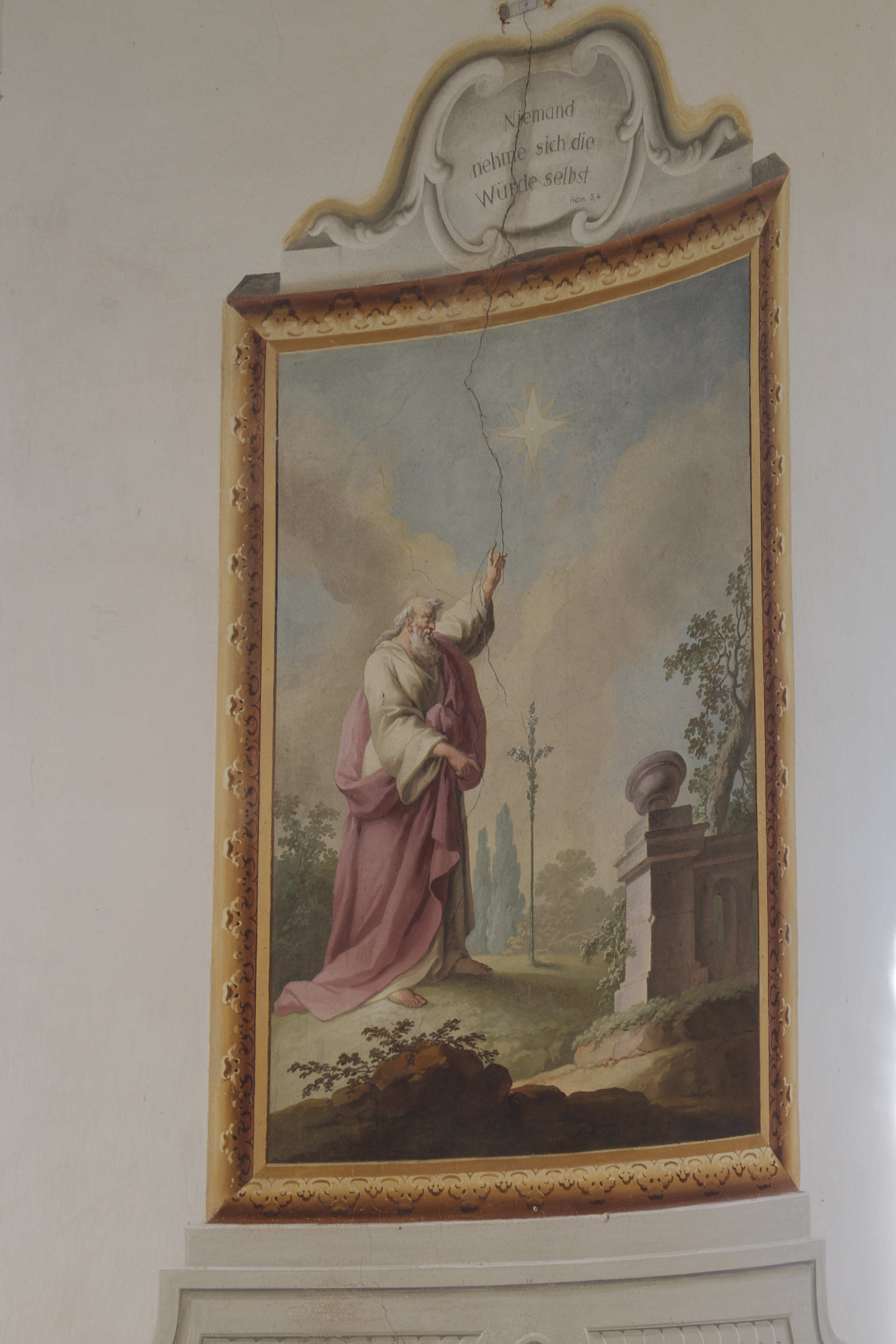
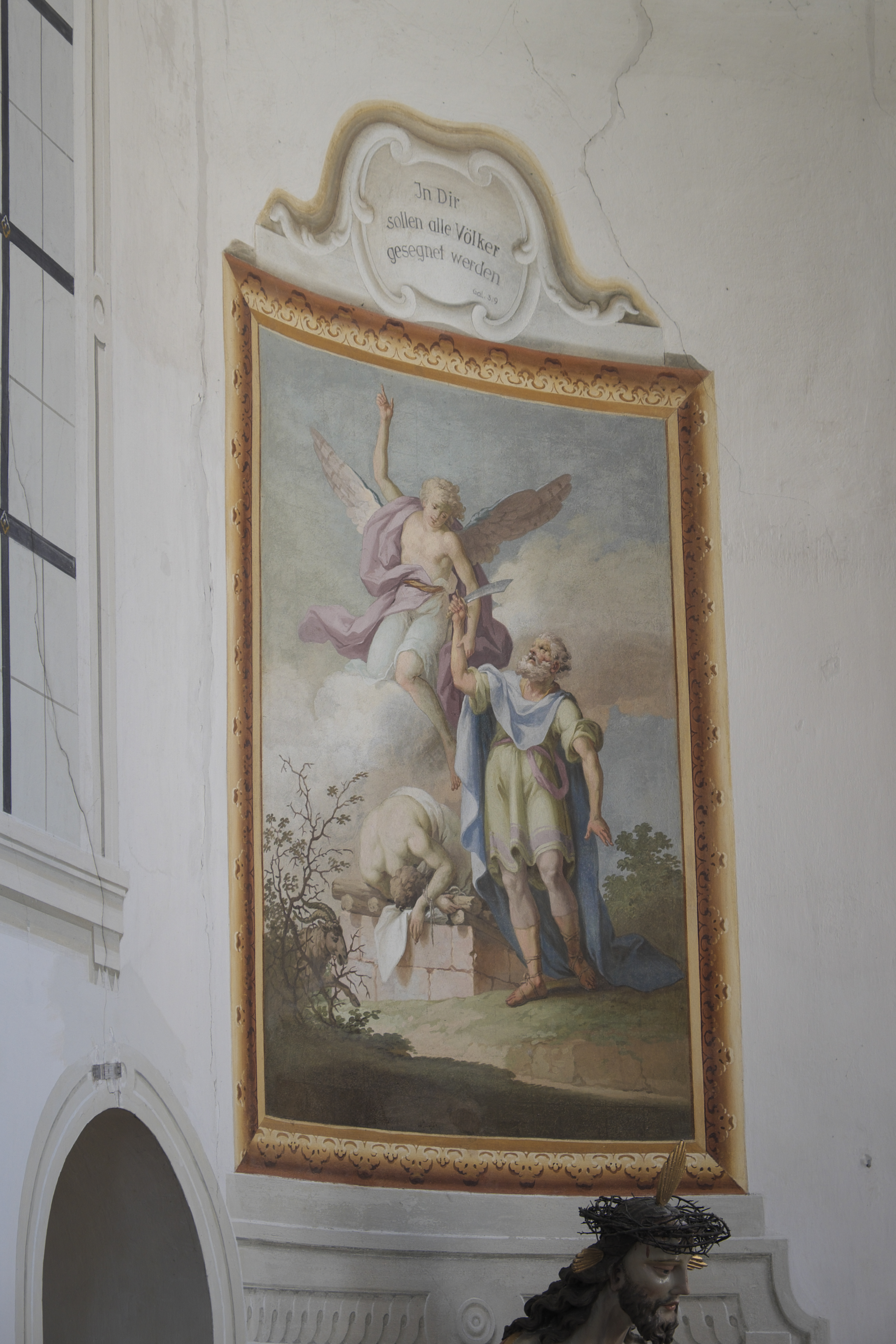
Opferung Isaaks
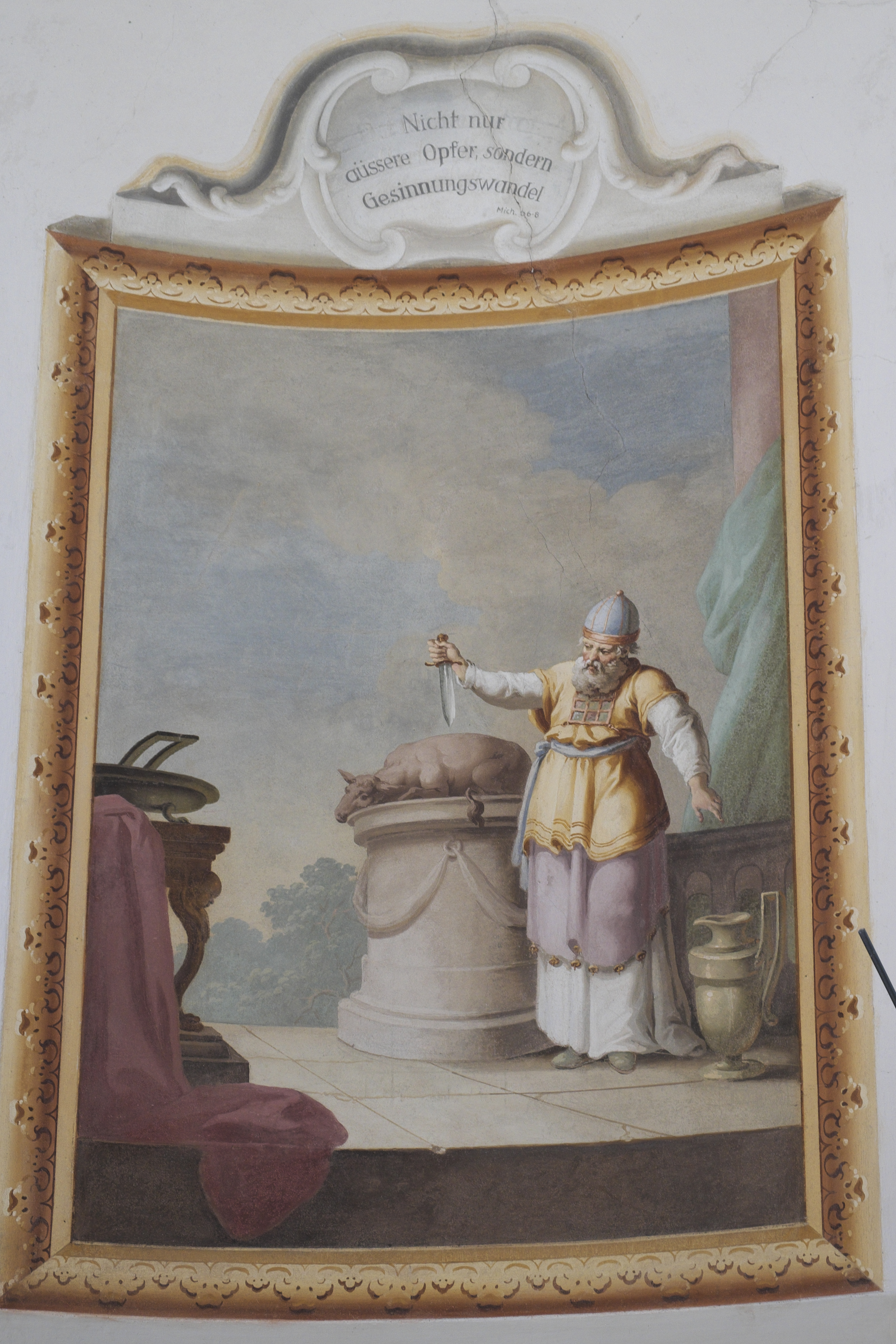
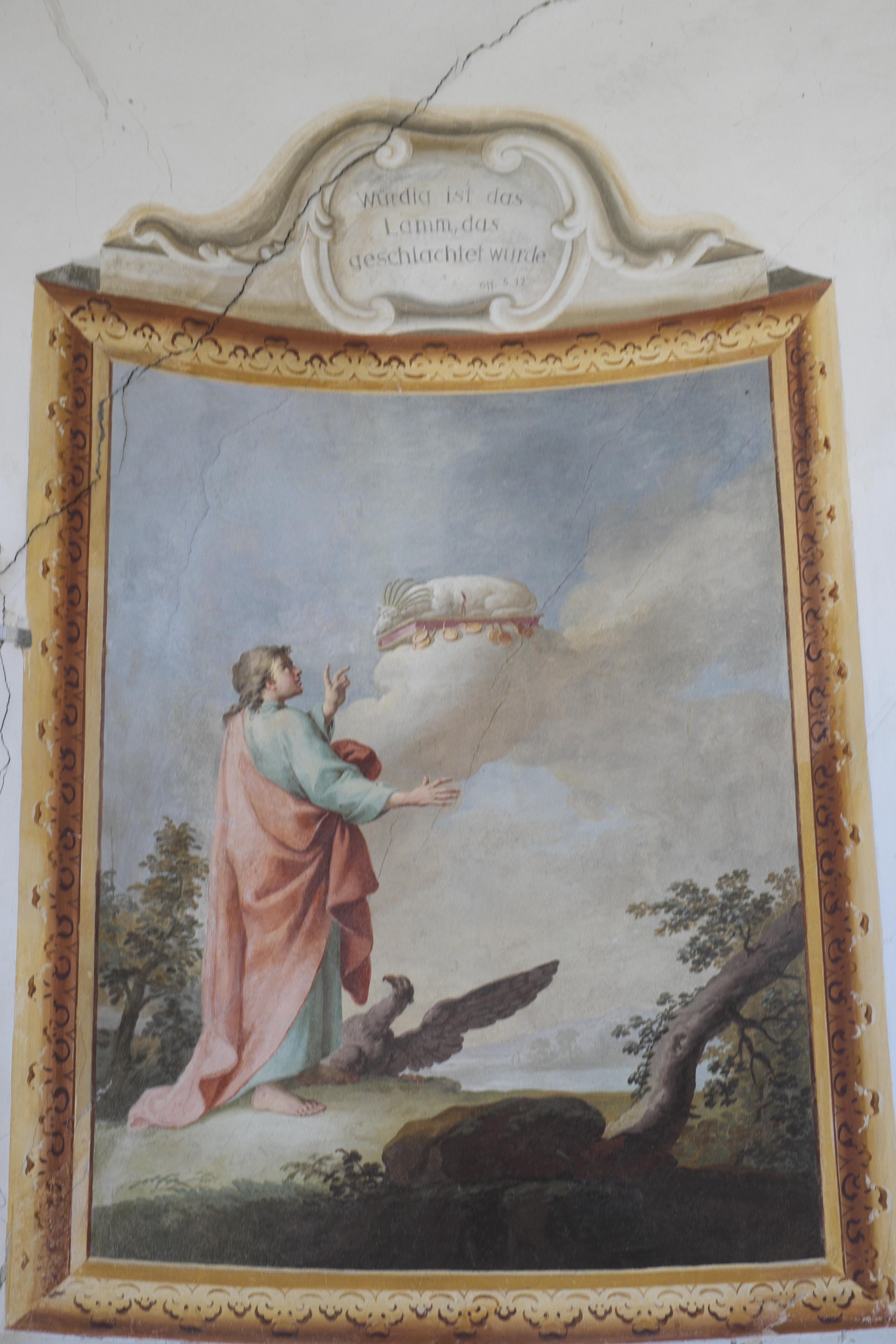
Evangelist Johannes